# Герб Алжуштрела
Ге́рб Алжуштре́ла — офіційний символ містечка Алжуштрел, Португалія. Використовується як територіальний герб. У чорному щиті золотий фонтан зі срібною водою. Над фонтаном розташований золотий півмісяць рогами догори; обабіч фонтана — два Яківські хрести пурпурового кольору із золотою облямівкою. Щит увінчує срібна мурована містечкова корона з чотирма вежами.  Під щитом біла стрічка, на якій великими літерами напис португальською: «vila de Aljustrel» (містечко Алжуштрел).  Офіційно затверджений 28 листопада 1939 року.  

## Галерея

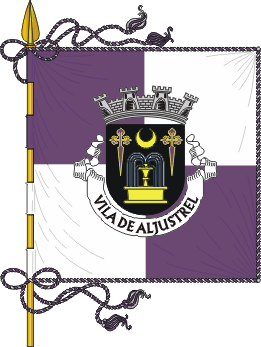
Прапор